# Sexuálně přenosná nemoc
Sexuálně přenosné nemoci (SPN), též nazývané sexuálně přenosné infekce (SPI) či pohlavně přenosné choroby, jsou nemoci obvykle přenášené mezi partnery nějakou formou sexuální aktivity, nejčastěji přes vaginální sex, orální sex nebo anální sex. Též se nazývaly venerické (pohlavní) nemoci až do roku 1990, kdy představitelé veřejného zdravotnictví zavedli nový termín pro zlepšení přehledu veřejnosti o této problematice.

## Terminologie
I když termíny SPN a SPI jsou často používány jako synonyma, neznamená to, že označují stejnou věc, jak uvádí web ETHARC (Etiopské podpůrné centrum AIDS): „Někdy se termíny SPI a SPN používají jako synonyma. To může být nejasné a často nepřesné, proto pomůže nejdřív pochopit rozdíl mezi infekcí a nemocí. Infekce jednoduše značí, že mikrob – virus, baktérie nebo parazit – který může způsobit nemoc nebo nevolnost, je přítomný v těle osoby. Infikovaná osoba nemusí nutně mít symptomy nebo znaky, že virus nebo baktérie působí v jejím těle (nemusí nutně cítit nevolnost). Nemoc značí, že infekce už způsobuje u infikované osoby pocit nemoci nebo nevolnosti. Proto termín SPI označující infekce jakýmkoli mikrobem způsobujícím SPN, i když infikovaná osoba nemá žádné symptomy, je mnohem širší termín než termín SPN.
Termín SPN se vztahuje jen na infekce způsobující symptomy nebo problémy. Protože většinu času lidé nevědí, že jsou infikováni s SPI, dokud se neobjeví symptomy nemoci, většina lidí používá termín SPN, i když termín SPI je v mnoha případech též vhodný.
Podle typu SPI osoba může nebo nemůže přenášet infekci, nejsou-li přítomné nějaké znaky nemoci. Např. osoba pravděpodobněji rozšíří herpesovou infekci (opar), až když se objeví puchýře (SPN), než když se neobjeví (SPI). Ale osoba může přenášet HIV infekci (SPI) kdykoli, i když se neobjevily symptomy AIDS (SPN).

## Přenos (transmise)
Každé sexuální chování zahrnující kontakt s druhou osobou nebo s tělesnými tekutinami druhé osoby musí být považováno za určitý risk přenosu sexuálně přenosné nemoci. Největší pozornost je zaměřena na kontrolu HIV, který způsobuje AIDS, ale každá SPN značí odlišnou situaci.
Jak vyplývá z názvu, sexuálně přenosné nemoci jsou přenášeny z jedné osoby na druhou určitými sexuálními aktivitami. Baktérie, plísně, prvoci nebo viry jsou činitelé přenosu. Není možné dostat sexuálně přenosnou nemoc ze sexuální aktivity s osobou, která nemoc nemá a obráceně, osoba mající SPN ji dostala z kontaktu (sexuálního nebo jiného) s někým, kdo ji měl nebo s jeho tělesnými tekutinami.
I když pravděpodobnost přenosu rozličných nemocí různými sexuálními aktivitami je dost variabilní, obecně všechny sexuální aktivity mezi dvěma (nebo více) lidmi by měly být považovány za dvousměrnou cestu pro přenos SPN (tedy „předání“ i „příjem“ je možný risk).
Zdravotní profesionálové doporučují bezpečný sex, např. použití kondomů při každé sexuální aktivitě, ale bezpečný sex by neměl být považován za absolutní záruku. Abstinence od sexuálních aktivit zahrnující jiné lidi ochrání proti sexuálnímu přenosu těchto sexuálně přenosných infekcí; ale SPN mohou být též přenášeny jinými aktivitami jako kontakt s tělesnými tekutinami, např. krevní transfuze a jiné krevní produkty, sdílení injekčních jehel, úrazy s propíchnutím jehlou (když zdravotní personál je neúmyslně píchnut jehlou během zdravotní procedury), sdílení jehel pro tetování, a též porod. Tyto prostředky přenosu značí zvýšený risk pro určité skupiny osob jako zdravotníci, hemofilici a narkomani.
Současné epidemiologické studie zkoumali komunitní sítě, které jsou definovány sexuálním vztahem mezi jednotlivci a objevili, že vlastnosti sexuálních sítí jsou podstatné pro rozšíření sexuálně přenosných nemocí. Zvláště tříděné míchání mezi lidmi s velkým počtem sexuálních partnerů se zdá být důležitým faktorem.
Protože prostitutky mají tendenci mít mnoho sexuálních partnerů, prostituce bez použití prostředků pro bezpečný sex je často spojována s rozšířením sexuálně přenosných nemocí. Někteří cestovatelé jako řidiči kamionů a námořníci mívají víc sexuálních partnerů (často prostitutky). Ale sexuálně přenosné nemoci jsou potenciálně přenášeny v jakékoli formě sexuálního vztahu, proto je důležité aby všichni členové komunity, kteří jsou zapojeni do sexuálních vztahů, používali prostředky pro bezpečný sex bez ohledu na sexuální vztahy.
Je možné být asymptomatickým (bezpříznakovým) přenašečem sexuálně přenosných nemocí. Sexuálně přenosné nemoci zvláště u žen často způsobují vážný stav pánevní zánětlivé nemoci.

## Léčba
Sexuálně přenosné nemoci jsou dobře známé stovky let — angličtina má zkratky pro dvě z nejčastějších: „pox“ (syfilis) a „the clap“ (kapavka).
Před objevením moderních léků byly sexuálně přenosné nemoci obecně neléčitelné a léčba byla limitována na léčení symptomů nemoci. První klinika pro sexuální nemoci byla otevřena 31. ledna 1747 v Londýně – (London Dock Hospital).
První efektivní prostředek léčby sexuálně přenosné nemoci byl salvarsan – lék na syfilis. S objevem antibiotik se mnoho sexuálně přenosných nemocí stalo snadno léčitelnými, a to spolu s efektivními veřejnými kampaněmi proti SPI vedlo během 60. a 70. let 20. století k názoru, že přestaly být vážným medicínským problémem.
Během této doby byl poznán význam sledování kontaktů v léčbě SPI. Sledování sexuálních partnerů infikovaných jednotlivců, jejich testování na infekce, léčba infikovaných a následně sledování jejích kontaktů znamenalo, že kliniky pro léčbu SPI mohly být velmi efektivními v potlačení infekcí v celkové populaci.
V 80. letech 20. století se nejprve genitální herpes a pak i AIDS dostaly do obecného povědomí jako sexuálně přenosné nemoci, které moderní medicína nedovede léčit. Zvláště AIDS má asymptomatickou periodu umožňující nemoci rozšířit se na jiné lidi, za kterou následuje symptomatická perioda vedoucí bez léčby k rychlému skonu. Poznání, že AIDS může způsobit globální pandemii, vedlo k veřejným informačním kampaním a k vývoji léčby umožňující řízení AIDS potlačením viru HIV na nejdelší možnou dobu. Sledování kontaktů je stále důležitý prostředek, protože ačkoli jsou tyto nemoci neléčitelné, pomáhá k omezení šíření infekce.
Zjistilo se, že bezpečný sex je nejspolehlivější způsob ochrany proti všem sexuálně přenosným nemocem, léčitelným i neléčitelným.

## Typy a jejich kauzativní organismy
Všechny nemoci z tohoto seznamu mohou být přenášeny sexuálně. Některé z nemocí na seznamu jsou obvykle přenášeny i jiným způsobem než sexuálně, např. HIV i AIDS jsou též přenášené infikovanými jehlami u narkomanů a kandidóza, i když může být přenesena sexuálně, často se sexuální aktivitou nesouvisí.

### Bakteriální
- Syfilis (Treponema pallidum)
- Kapavka (Neisseria gonorrhoeae)

Rozšíření Chlamydia trachomatis ve světě

- Chlamydiová infekce (Chlamydia trachomatis)
- Měkký vřed (Haemophilus ducreyi)
- Granuloma inguinale či donovanóza (Klebsiella granulomatis)
- Lymfogranuloma venereum (LGV) (Chlamydia trachomatis – serotypy L1, L2, L3. Víc v článku Chlamydie.)
- Negonokoková uretritida (NGU) (Ureaplasma urealyticum nebo Mycoplasma hominis)

### Virové
- Herpes (Herpes simplex virus)
- HIV, AIDS,

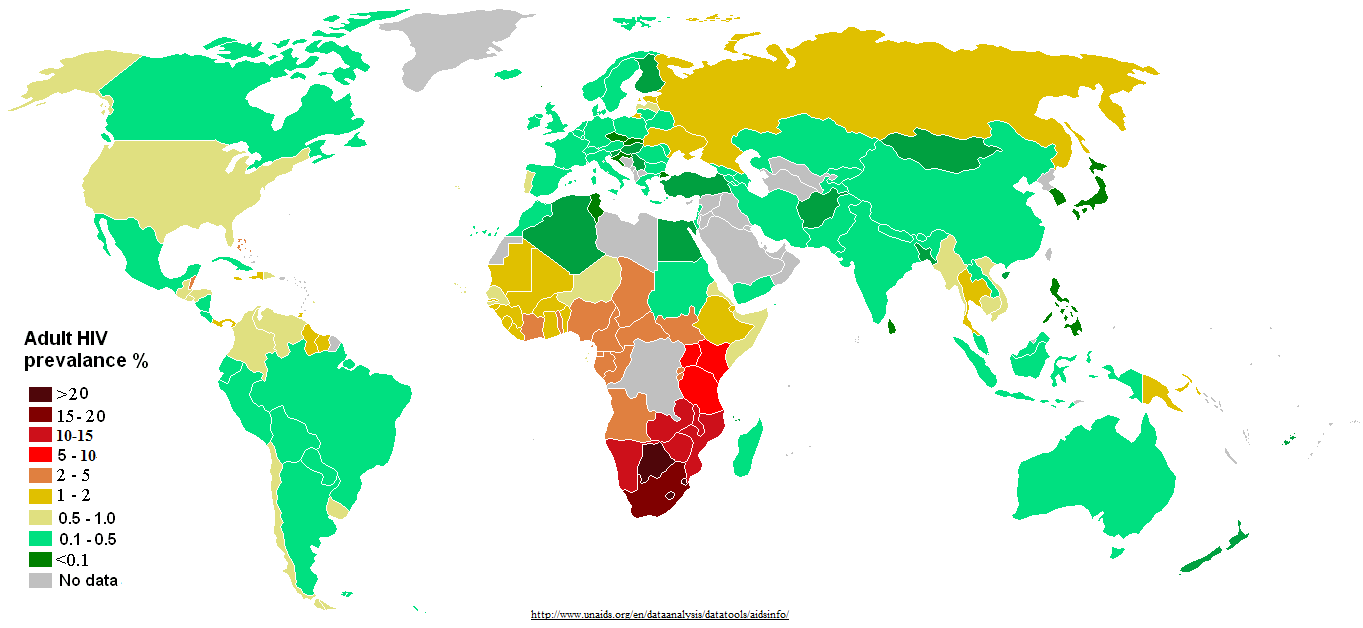
Rozšíření HIV ve světě

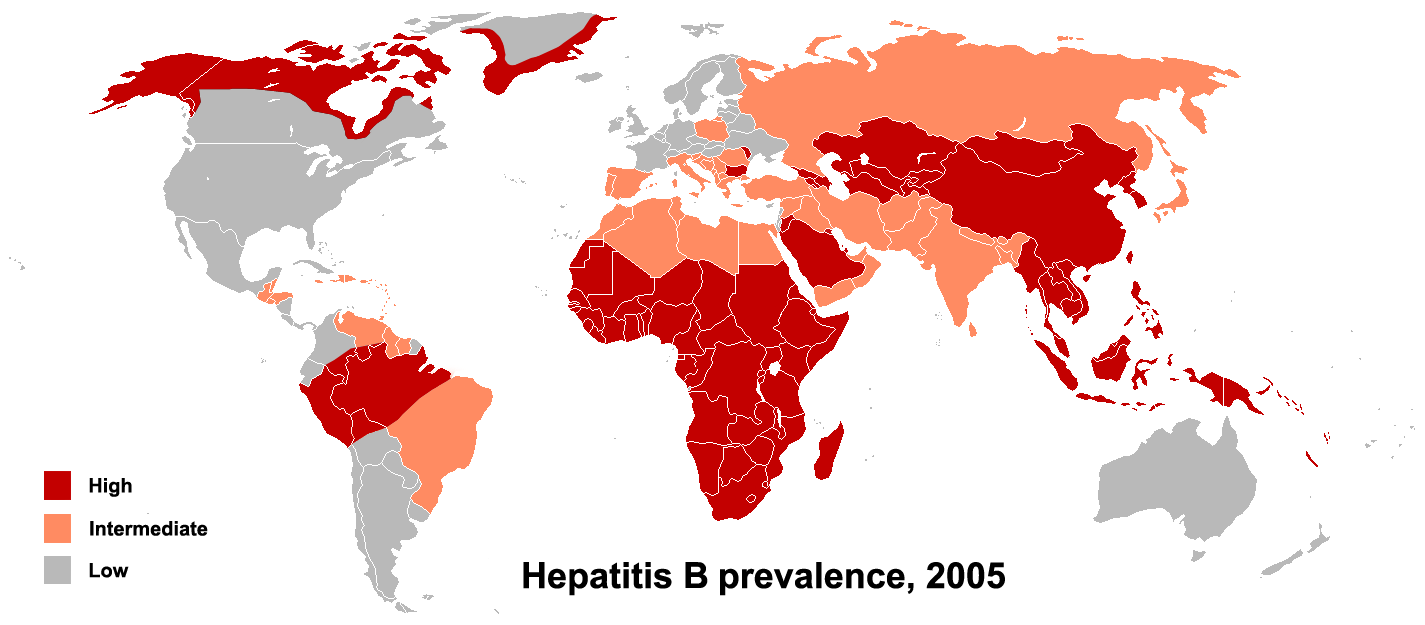
Rozšíření hepatitidy B ve světě

- Lidský papilomavirus (Human papillomavirus – HPV)
  - Některé kmeny HPV způsobují genitální bradavice
  - Některé kmeny HPV způsobují cervikální dysplazie, které mohou vést k cervikální rakovině
- Herpes virus – virus slinné žlázy (Cytomegalovirus)
- Hepatitida (Hepatitida A a Hepatitida E jsou přenášeny fekálně-orální cestou, ne sexuálně; Hepatitida C pravděpodobně není sexuálně přenosná)
  - Hepatitida B
  - Hepatitida D

### Parazitické
- Veš muňka (Phthirius pubis)
- Svrab (Sarcoptes scabiei)

### Plísňové
- Kandidóza (Candida albicans) není striktně SPN, ale může být přenesena sexuálním kontaktem při vulvitidě, vulvovaginitidě, balanitidě.

### Protozoální (z prvoků)
- Amebóza (Entamoeba histolytica)
- Giardióza (Giardia lamblia)
- Trichomoniáza (Trichomonas vaginalis)